# Feldbefreiung

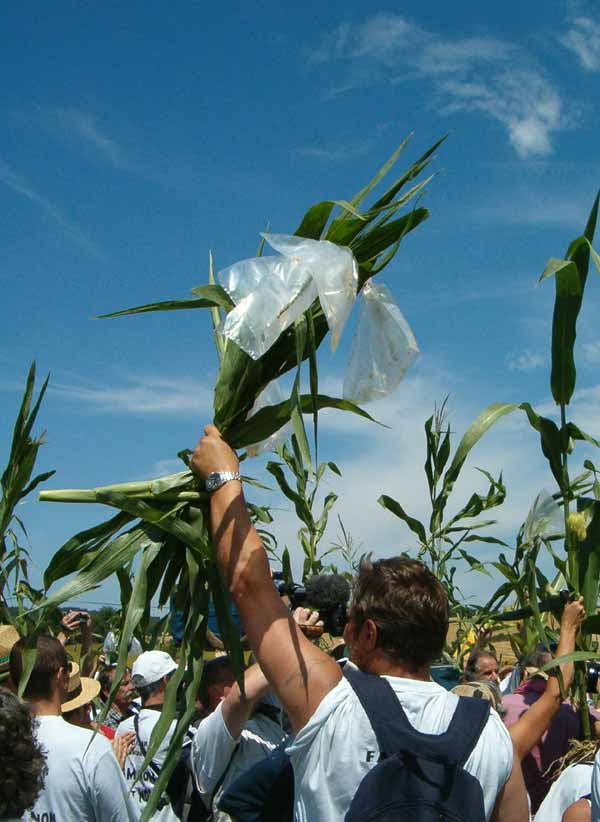
Aktivisten bei einer „Feldbefreiung“

Der Begriff Feldbefreiung bezeichnet unter Umweltaktivisten euphemistisch die zielgerichtete Zerstörung von gentechnisch veränderten Pflanzen speziell auf Versuchsfeldern. Dysphemistisch sprechen einige Gentechnik-Befürworter von Feldzerstörung.

## Übersicht
Juristisch betrachtet erfüllt eine Feldbefreiung den Straftatbestand der Sachbeschädigung und bei umzäunten Feldern auch des Hausfriedensbruchs. Die Aktivisten halten das Ausreißen gentechnisch veränderter Pflanzen auf Grund möglicher Gefahren für Gesundheit und Umwelt für legitim. Einige Aktionen werden vorher öffentlich angekündigt und die Teilnehmer nehmen eventuelle Strafen bewusst in Kauf. Daneben gibt es heimliche Aktionen.

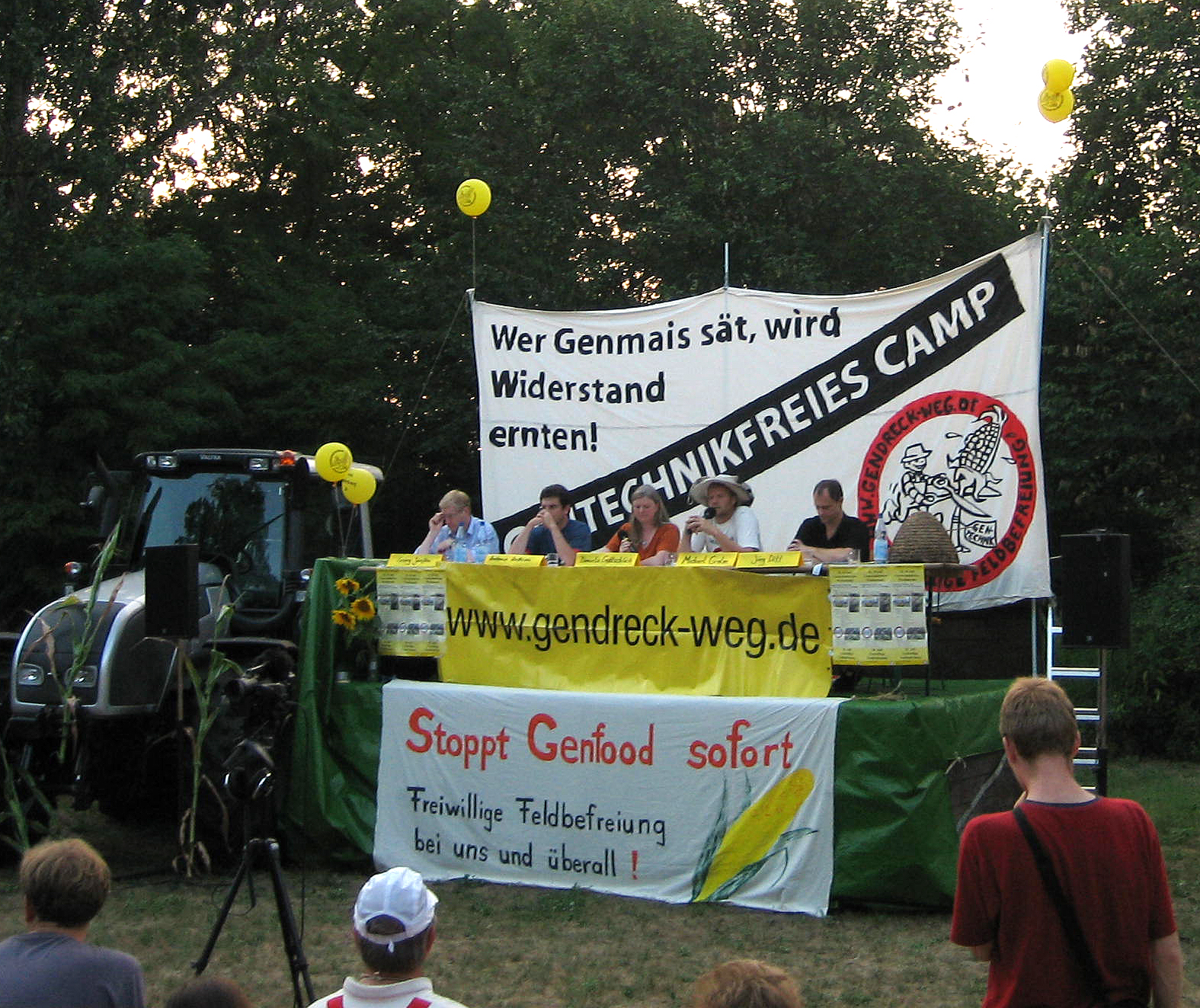
Camp der Initiative Gendreck weg! in Badingen, 2006

Feldbesetzungen und -zerstörungen haben nach Ansicht von Gentechnik-Kritikern wesentlich zur öffentlichen Debatte um die Gentechnik beigetragen. Nach Feldbefreiungen wurden viele Felder umzäunt; einige werden mit Flutlichtern, Kameras und/oder von Wachpersonal bewacht.
Meist organisieren sich die Gentechnikgegner in sogenannten Widerstandscamps, die in der Nähe der Felder angesiedelt sind.
Greenpeace hat Aktionen veranstaltet, bei denen gentechnisch veränderte Pflanzen nicht herausgerissen, sondern mit Absperrbändern und Sicherheitswarnungen öffentlichkeitswirksam markiert wurden.

## Geschichte

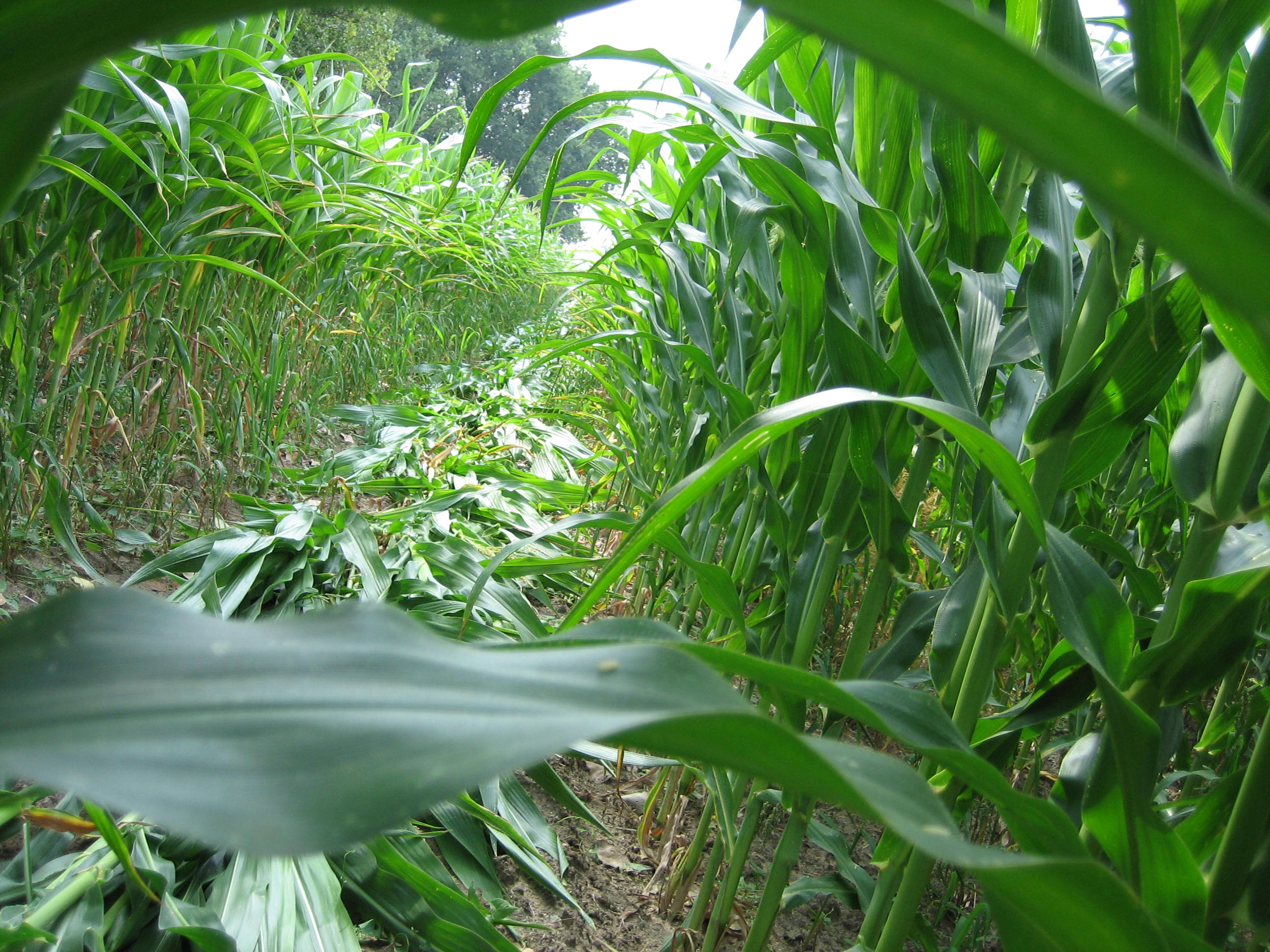
Umgetretener genveränderter Mais

Außerhalb Deutschlands waren oder sind Feldbefreiungen weit verbreitet, zum Beispiel in Frankreich, Indien oder Südamerika. In Deutschland dominierten Protestformen wie Lobbyarbeit, Unterschriftensammlungen oder Postkarten- und E-Mail-Aktionen.
Mitte der 1990er Jahre wurde ein Feld in Hessen heimlich zerstört; in der Wetterau und anderswo wurden mehrfach gentechnische Versuchsfelder besetzt. Einige Jahre später konzentrierten sich die Proteste und Aktionen auf Versuche mit gentechnisch veränderten Pflanzen der Universität Gießen auf der Versuchsstation Rauischholzhausen sowie zahlreichen landwirtschaftlich bepflanzten Äckern.

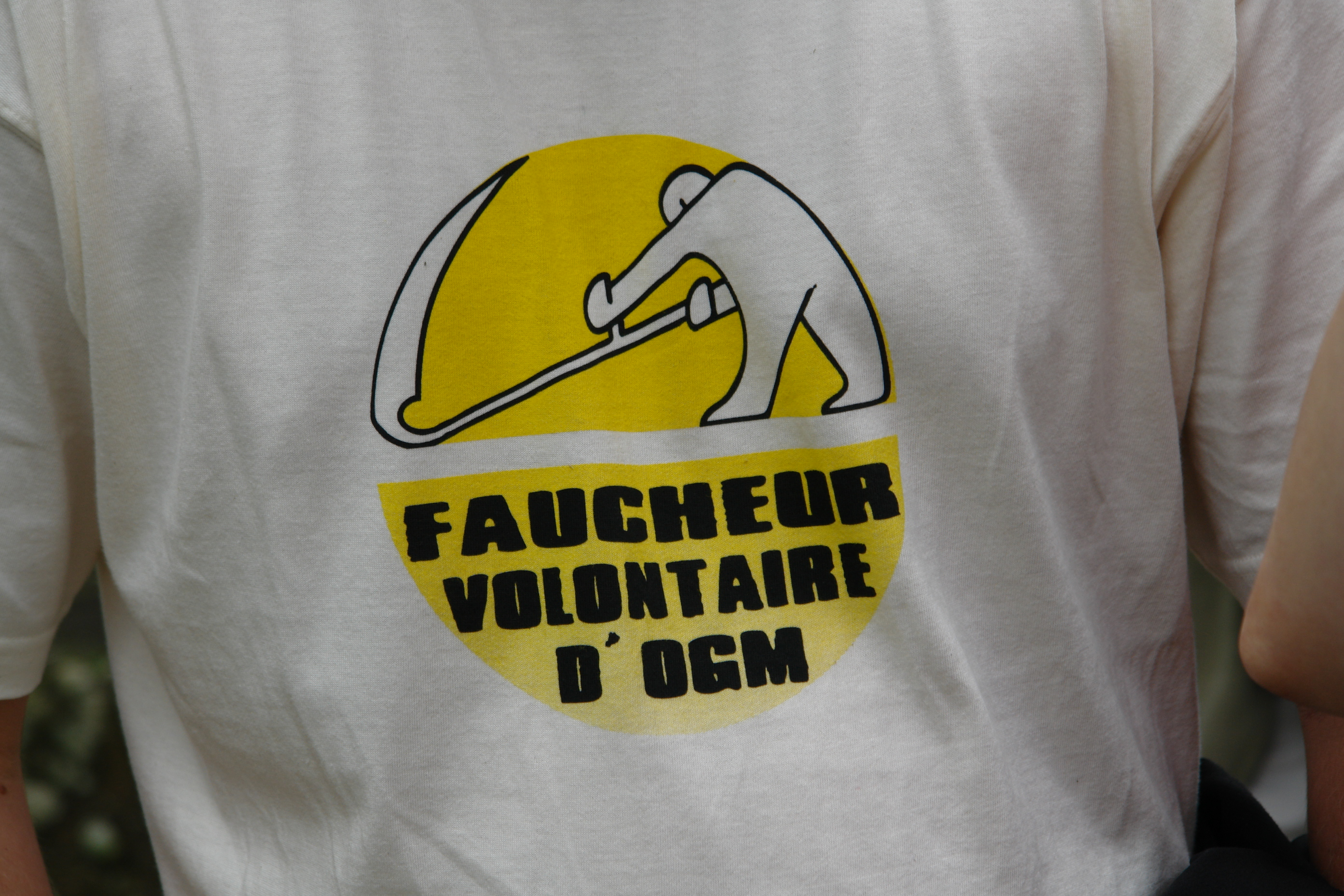
Faucheurs volontaires in Frankreich

In Frankreich wurde von dem Aktivisten José Bové die Bewegung faucheurs volontaires gegründet. Bové wurde 2005 wegen einer Feldbefreiung zu vier Monaten Gefängnis verurteilt. Das Urteil wurde im Februar 2007 rechtskräftig. In einem anderen Verfahren wurde Bové wegen einer am 30. Juli 2006 stattgefundenen Vernichtung von genveränderten Mais-Pflanzen der inzwischen verbotenen Sorte MON810 zu einer Geldstrafe von 180 Tagessätzen verurteilt.
2005 rief die von Imkern und Bauern in Deutschland gegründete Organisation Gendreck weg! erstmals zu einer öffentlichen Feldbefreiung in Strausberg auf. Pfingsten 2006 gab es in Gießen und Oberboihingen Feldbefreiungen. Danach stürmte die Initiative Gendreck weg! bei Protesten gegen den Anbau von Genmais im Juli 2006 in Zehdenick trotz großem Polizeiaufgebot mit etwa 80 Personen ein Feld. Dabei wurden 24 Personen festgenommen und weitere 64 in Polizeigewahrsam genommen.
Die Zahl der Feldzerstörungen nahm 2006 und 2007 deutlich zu. Die ersten Aktionen hatten die Idee der direkten Aktion zum Thema politischen Handelns gemacht. Nach anfänglichen Distanzierungen seitens der etablierten Umweltverbände und gentech-kritischen Institute machte sich eine unterstützende Haltung breit.
Im April 2007 zerstörten 250 Aktionisten der Organisation mutatoes.org nahe der englischen Stadt Kingston upon Hull einen Acker, auf dem ganz normale Bohnen gepflanzt waren; sie nahmen fälschlich an, dort werde ein Freisetzungsversuch mit Kartoffeln durchgeführt.
Im Jahr 2007 wurden unerkannt hochgeschützte Versuchsfelder zerstört, so unter anderem in Groß Lüsewitz (östlich von Rostock) und Gießen. Zu letzterem gab es im September 2008 nach einem Prozess Urteile mit sechsmonatigen Haftstrafen ohne Bewährung. Dabei kam es zum Ausschluss eines Angeklagten aus der Verhandlung und es herrschte ein Verbot aller Fragen zur Gentechnik.
Ende Juni 2008 zerstörte eine Gruppe Aktivisten in den Departments Gers und Haute-Garonne zwei mit MON810 bepflanzte Parzellen. Laut Monsanto wurden damit erstmals hundert Prozent der vom Unternehmen im Frühjahr eingesäten Versuchsfelder zerstört.
Im Juni 2009 verurteilte das Landgericht Magdeburg sechs Gentechnik-Gegner zu Schadensersatzzahlungen. Sie waren im April 2008 auf das Versuchsgelände des Leibniz-Instituts für Pflanzengenetik und Kulturpflanzenforschung (IPK) vorgedrungen und hatten ein Versuchsfeld mit gentechnisch verändertem Weizen zerstört. Das IPK bezifferte den Schaden auf 245.000 Euro, von dem das Gericht 104.000 Euro als „schlüssig nachgewiesen“ anerkannte. Die Anträge zweier Gentechnik-Gegner auf Prozesskostenbeihilfe wurden wegen „mutwilligen Verhaltens“ abgelehnt.
Im Juli 2009 wurden zwei Akteure vom Amtsgericht Kitzingen wegen Sachbeschädigung zu 1.350 Euro und 675 Euro verurteilt.
Nach einer im Internet angekündigten Feldbesetzung untersagte im September 2009 das Landgericht Magdeburg zwei Gentechnikgegnern das Betreten der Felder. Bei einem Verstoß drohte ein Ordnungsgeld bis zu 250.000 Euro oder sechs Monate Haft. Im März hatten jene bei einer Aktion einen Zaun zerstört.
Im Oktober 2009 wurden zwei Feldzerstörer erstmals von einem Giessener Gericht verurteilt, davon einer zu einer Gefängnisstrafe von sechs Monaten ohne Bewährung, ein zweiter Feldzerstörer zu vier Monaten auf Bewährung. Die von ihnen zerstörten Felder gehörten der Universität Gießen und auf ihnen wurde Gerste angebaut.
Im November 2009 trat ein weiterer Feldzerstörer seine Haftstrafe an, nachdem er kurz zuvor erst aus der Erzwingungshaft aus dem Gefängnis entlassen worden war.
Im November 2010 wurden sechs Personen vom Amtsgericht Aschersleben wegen Sachbeschädigung zu Geldstrafen von jeweils bis zu 300 Euro verurteilt.

## Kritik
Der TE-SAT Bericht der europäischen Polizeibehörde Europol sah 2008 erstmals eine Feldbefreiung in Portugal als „Terroristischen Anschlag“ durch so genannte „Umwelt-Terroristen“ an. Der Bericht führt eine nicht näher genannte Zahl weiterer von Tierrechts- und Umwelt-Extremisten verursachter Zwischenfälle an, welche jedoch nicht als Terroranschlag eingestuft worden sind. In politischen und juristischen Kreisen wird die Einstufung einer Feldbefreiung als Terrorismus kontrovers diskutiert.
Um die wissenschaftliche Auswertung unmöglich zu machen, kam es auch zum Einsatz umweltgefährdender Mittel wie Heizöl in Deutschland.
Die Gewalt gegen einen Wachmann beim Vordringen auf ein umzäuntes Gelände im Juni 2009 in Sagerheide wurde vom Umweltminister Mecklenburg-Vorpommerns scharf verurteilt.